# Papaipema eupatorii
Papaipema eupatorii é uma espécie de mariposa da família Noctuidae. Pode ser encontrada na América do Norte.
O número MONA ou Hodges para Papaipema eupatorii é 9501.